# タヤ・パーカー

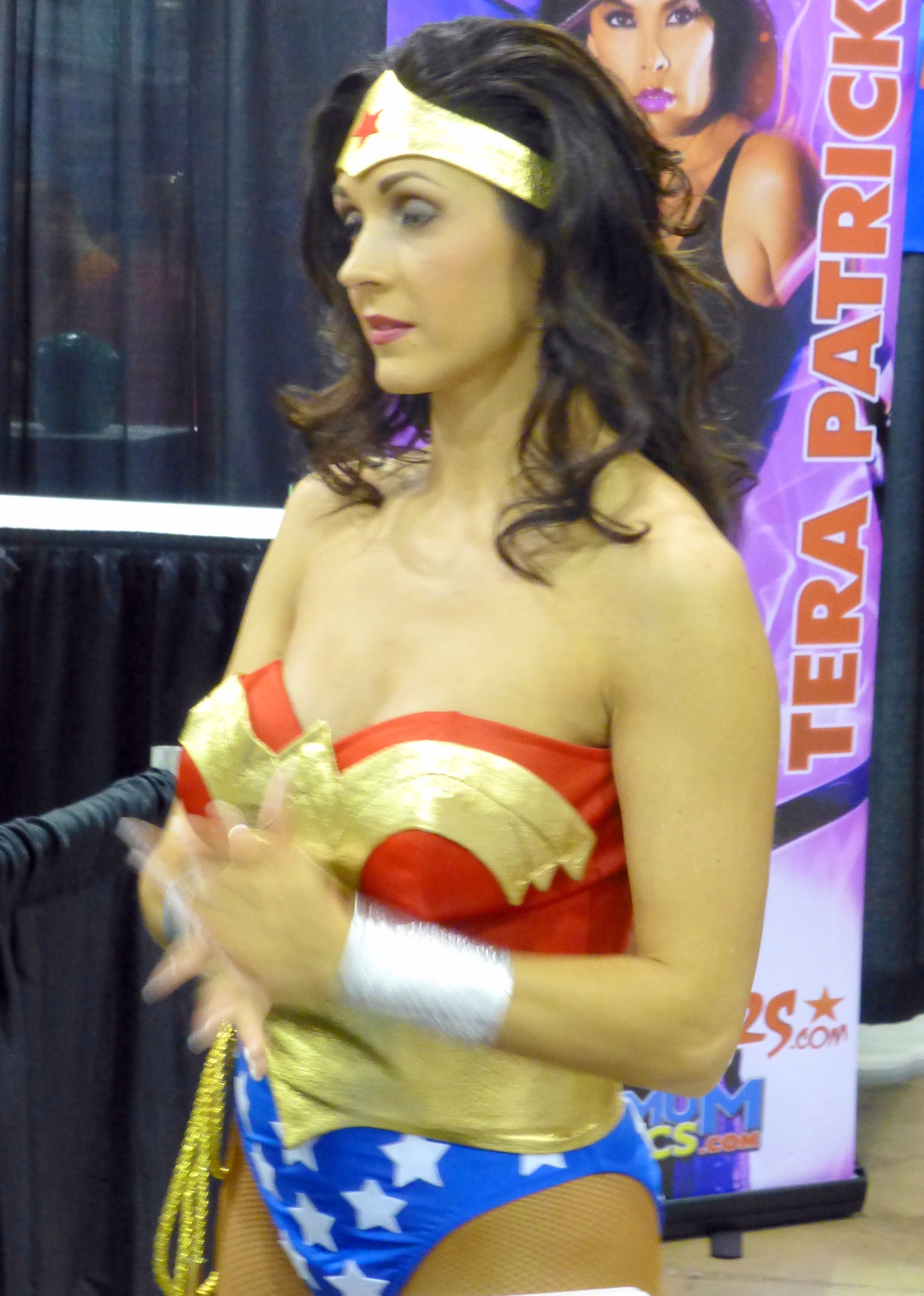
タヤ・パーカー

タヤ・パーカー（Taya Parker）は、アメリカ合衆国のポルノ女優。オハイオ州出身。

## 経歴
ペントハウス2008年1月号のペントハウス・ペットを務め、2009年のペットオブザイヤーに選ばれた。